# قطعنامه ۱۲۵۵ شورای امنیت
قطعنامه ۱۲۵۵ شورای امنیت سازمان ملل متحد که در تاریخ ۳۰ جولای ۱۹۹۹ تصویب شد، سندی بین‌المللی دربارهٔ بررسی وضعیت در گرجستان است. این قطعنامه طی نشست ۴۰۲۹ام با ۱۵ رای موافق، ۰ مخالف و ۰ ممتنع تصویب شد.